# チャールズ・ケンジントン・サラマン
チャールズ・ケンジントン・サラマン（Charles Kensington Salaman 1814年3月3日 - 1901年6月23日）は、イングランドのピアニスト、作曲家。

## 生涯
サラマンはロンドンに生まれた。チャールズ・ニートやウィリアム・クロッチの下で学んだ彼は、10歳で王立音楽アカデミーに入学した。パリに渡ったサラマンはその地でアンリ・エルツに師事し、1830年にロンドンへと帰郷した。サラマンは後年ロンドン音楽協会を設立した。彼の作品の多くは宗教的な詩へ音楽をつけたものである。また、彼はユダヤ教に対する社会通念を払いのけようと、1885年に『Jews as They Are』を書いている。
サラマンはメンデルスゾーンのオラトリオ『エリヤ』から第32曲「終りまで耐え忍ぶものは救われるべし」を詩篇93篇のために改作した。これはロンドンのスペイン・ポルトガル系ユダヤ人コミュニティーにおいて、安息日前となるほとんどの金曜日の夜の礼拝時に歌われている。彼の音楽は聖公会でも重要なものとなっており、詩篇84篇へ付した音楽は1900年にウェストミンスター寺院において19世紀を代表する3つの讃美歌のうちのひとつに選ばれて演奏された。
サラマンはロンドンに没した。